# Уэстфилд (Мэн)
Уэстфилд (англ. Westfield) — американский населенный пункт в округе Арустук, Мэн. По данным переписи 2010 года население составляло 549 человек. Код FIPS 23-82770, GNIS ID 0582804, ZIP-код 04787.

## Население
По данным переписи 2010 года население составляло 549 человек, в городе проживало 159 семей, находилось 216 домашних хозяйств и 240 строений с плотностью застройки 2,3 строения на км². Плотность населения 5,3 человека на км². Расовый состав населения: белые - 98,9%, афроамериканцы - 0,40%, коренные американцы (индейцы) - 0,7%. 
В 2000 году средний доход на домашнее хозяйство составлял $27 083 USD, средний доход на семью $33 409 USD. Мужчины имели средний доход $25 556 USD, женщины $17 250 USD. Средний доход на душу населения составлял $13 533 USD. Около 8,8% семей и 15,0% населения находятся за чертой бедности, включая 21,9% молодежи (до 18 лет) и 28,4% престарелых (старше 65 лет).